# Фармінгтон (Нью-Мексико)
Фармінгтон (англ. Farmington) — місто (англ. city) в США, в окрузі Сан-Хуан штату Нью-Мексико. Населення — 46 624 особи (2020). Економічна столиця регіону Чотири кути.

## Географія
Фармінгтон розташований за координатами 36°45′25″ пн. ш. 108°10′36″ зх. д. / 36.75694° пн. ш. 108.17667° зх. д. (36.756941, -108.176595).  За даними Бюро перепису населення США в 2010 році місто мало площу 82,85 км², з яких 81,61 км² — суходіл та 1,24 км² — водойми. В 2017 році площа становила 90,45 км², з яких 89,20 км² — суходіл та 1,26 км² — водойми.

### Клімат
| Клімат : Фармінгтон          | Клімат : Фармінгтон | Клімат : Фармінгтон | Клімат : Фармінгтон | Клімат : Фармінгтон | Клімат : Фармінгтон | Клімат : Фармінгтон | Клімат : Фармінгтон | Клімат : Фармінгтон | Клімат : Фармінгтон | Клімат : Фармінгтон | Клімат : Фармінгтон | Клімат : Фармінгтон | Клімат : Фармінгтон |
| Показник                     | Січ.                | Лют.                | Бер.                | Квіт.               | Трав.               | Черв.               | Лип.                | Серп.               | Вер.                | Жовт.               | Лист.               | Груд.               | Рік                 |
| Середній максимум, °C        | 5,0                 | 8,3                 | 13,3                | 18,3                | 23,9                | 29,4                | 32,2                | 30,6                | 26,1                | 18,9                | 11,1                | 5,0                 | 18,6                |
| Середній мінімум, °C         | −6,7                | −3,9                | −1,1                | 2,2                 | 7,8                 | 12,8                | 16,1                | 15,6                | 11,1                | 4,4                 | −1,7                | −6,1                | 4,3                 |
| Норма опадів, мм             | 13                  | 15                  | 20                  | 17                  | 14                  | 5                   | 23                  | 32                  | 26                  | 23                  | 17                  | 13                  | 218                 |
| ---------------------------- | ------------------- | ------------------- | ------------------- | ------------------- | ------------------- | ------------------- | ------------------- | ------------------- | ------------------- | ------------------- | ------------------- | ------------------- | ------------------- |
| Джерело: The Weather Channel |                     |                     |                     |                     |                     |                     |                     |                     |                     |                     |                     |                     |                     |

## Демографія
Згідно з переписом 2010 року, у місті мешкало 45 877 осіб у 16 446 домогосподарствах у складі 11 500 родин. Густота населення становила 554 особи/км².  Було 17548 помешкань (212/км²).
Расовий склад населення:
| - 62,8 % — білих - 22,2 % — корінних американців - 1,0 % — чорних або афроамериканців - 0,6 % — азіатів - 0,1 % — вихідців з тихоокеанських островів - 9,2 % — осіб інших рас |

До двох чи більше рас належало 4,2 %. Частка іспаномовних становила 22,4 % від усіх жителів.
За віковим діапазоном населення розподілялося таким чином: 27,9 % — особи молодші 18 років, 61,0 % — особи у віці 18—64 років, 11,1 % — особи у віці 65 років та старші. Медіана віку мешканця становила 32,7 року. На 100 осіб жіночої статі у місті припадало 97,3 чоловіків;  на 100 жінок у віці від 18 років та старших — 96,4 чоловіків також старших 18 років.
Середній дохід на одне домашнє господарство  становив 73 208 доларів США (медіана — 53 766), а середній дохід на одну сім'ю — 84 833 долари (медіана — 66 314). Медіана доходів становила 52 945 доларів для чоловіків та 34 193 долари для жінок. За межею бідності перебувало 16,5 % осіб, у тому числі 21,0 % дітей у віці до 18 років та 8,5 % осіб у віці 65 років та старших.
Цивільне працевлаштоване населення становило 19 534 особи. Основні галузі зайнятості: освіта, охорона здоров'я та соціальна допомога — 21,3 %, роздрібна торгівля — 15,5 %, сільське господарство, лісництво, риболовля — 10,4 %, мистецтво, розваги та відпочинок — 10,1 %.

## Галерея

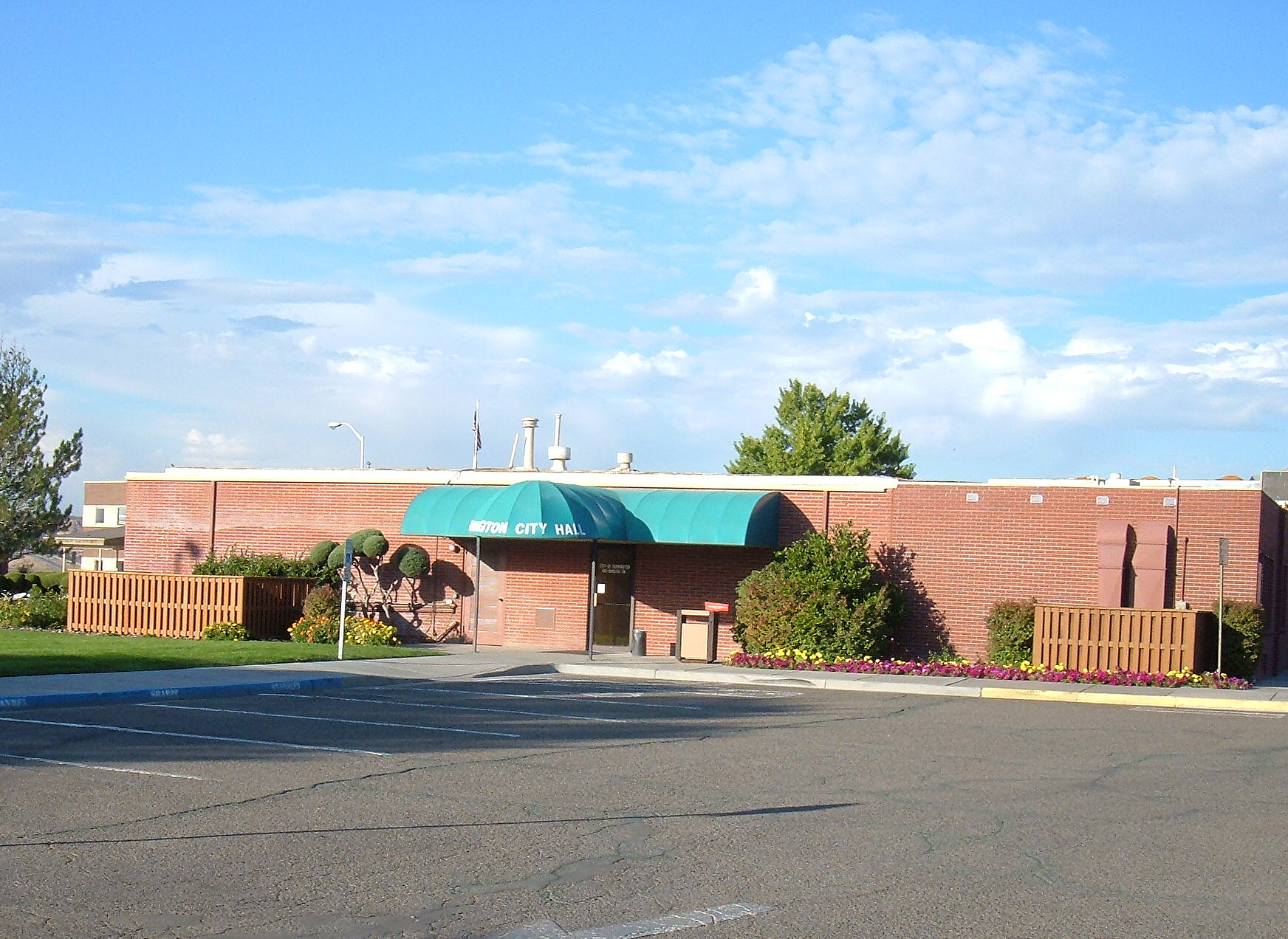
Будівля міської ради
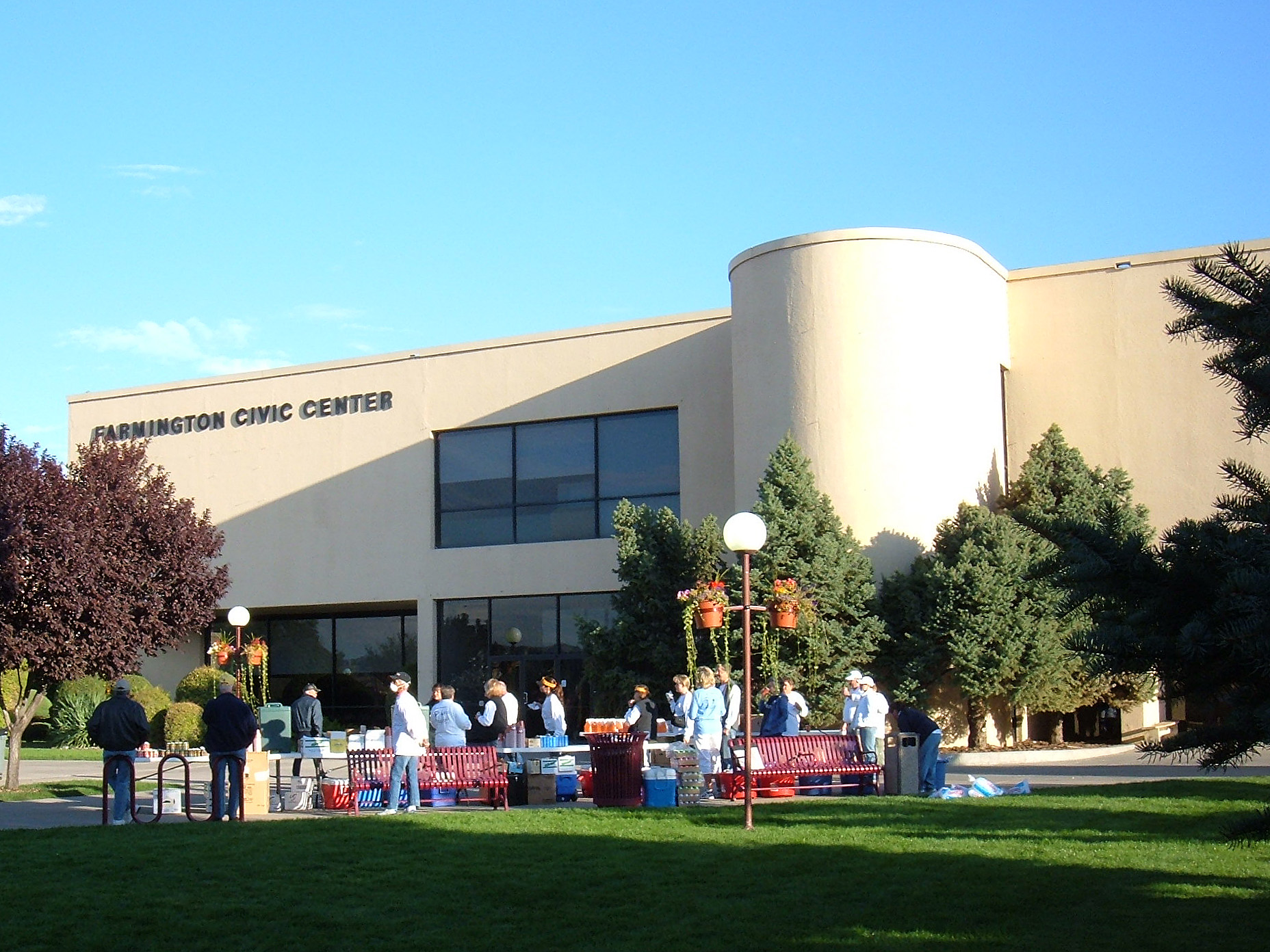
Муніципальний центр
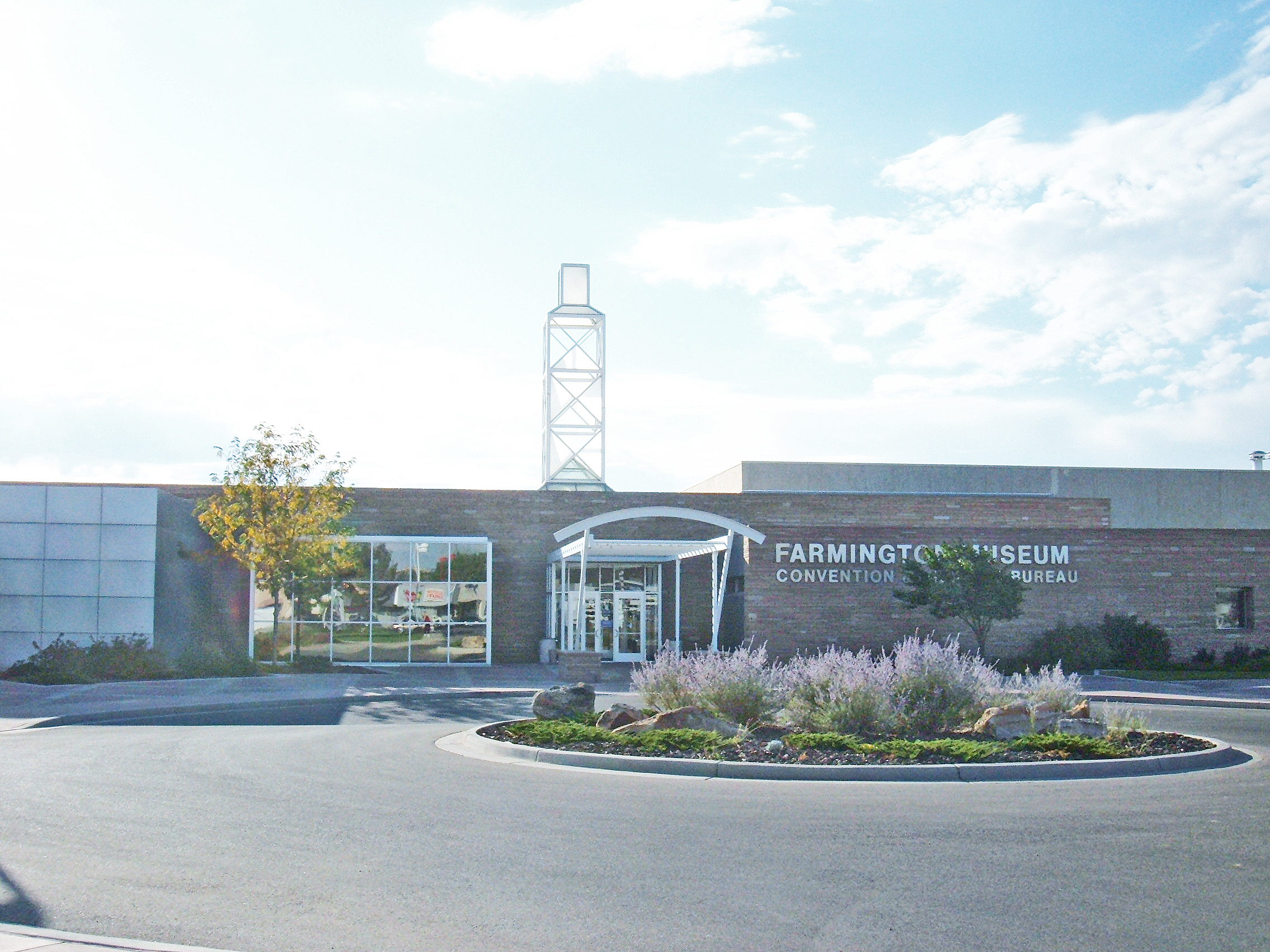
Музей
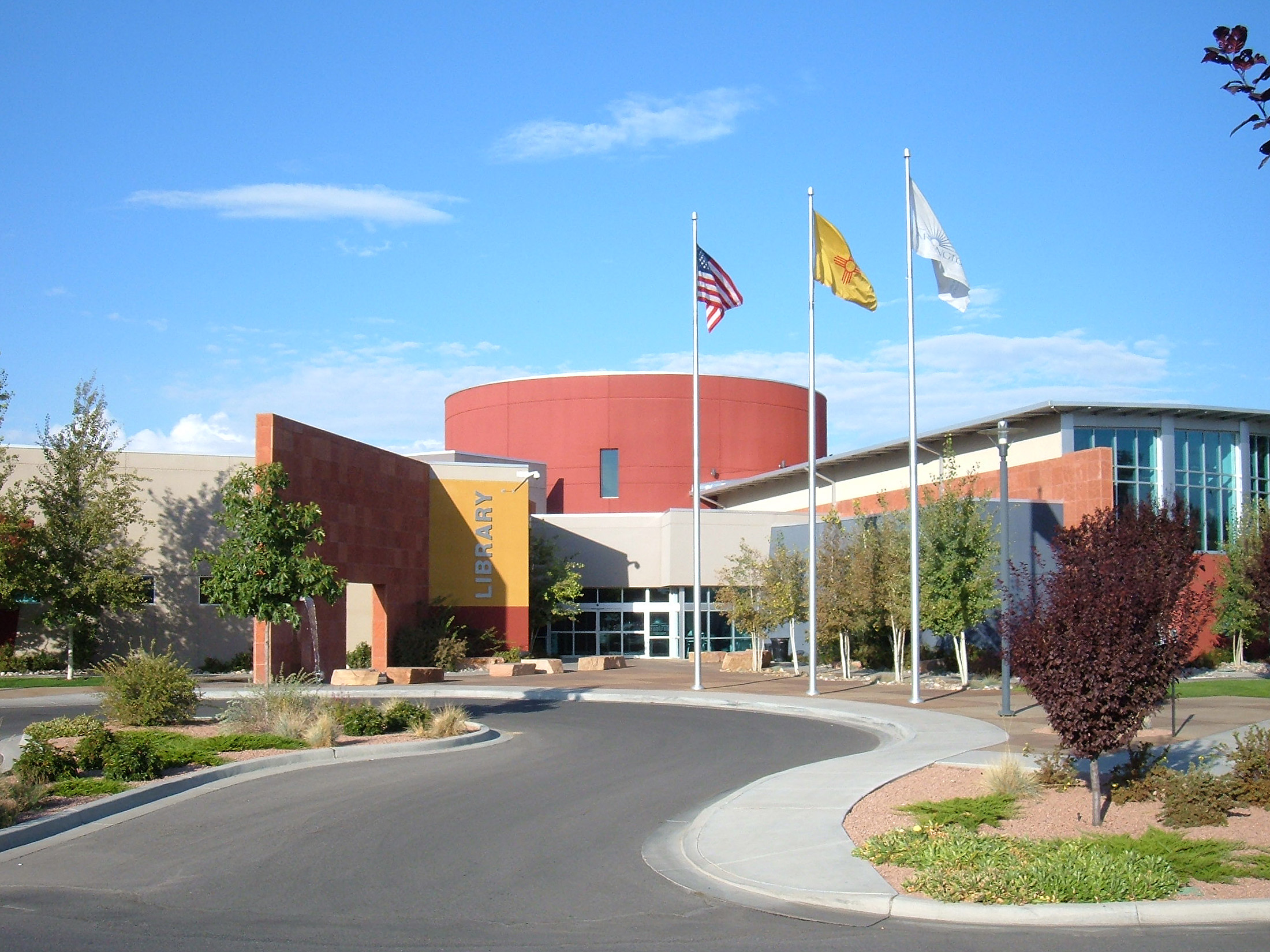
Бібліотека